# 2022-23 アトレティコ・マドリード
2022-23 アトレティコ・マドリードは、アトレティコ・マドリードの創設後116シーズン目である2022-23シーズンの成績を記述したもの。

## シーズン概要

### 前半戦
ディエゴ・シメオネ体制発足から12年目を迎える2022-23シーズンは、シーズンファーストゲームを迎える前にボルシア・ドルトムントからフリー移籍でアクセル・ヴィツェルを、ウディネーゼ・カルチョからアルゼンチン代表DFのナウエル・モリーナといった即戦力を補強し、レンタルバックでアルバロ・モラタやサウール・ニゲスらが新たな顔ぶれとなった。2022年8月14日、ヘタフェCFとのシーズン開幕戦ではモラタの2得点、3アシストを記録したジョアン・フェリックスの活躍で3-0と快勝した。しかし、続くリーグ第3節のビジャレアルCF戦にて、シーズン初黒星を喫すると、9月にはUEFAチャンピオンズリーグを含む公式戦5試合で2勝1分2敗と序盤戦から躓くスタートとなった。代表ウィーク明けの10月1日、セビージャFCと対戦し、2-0で勝利を収めたが、この試合でコケはクラブ公式戦通算554試合出場を達成し、アデラルドの保持していたクラブ歴代公式戦最多出場記録を塗り替えた。10月26日、チャンピオンズリーグでバイエル・レバークーゼンと対戦したアトレティコは、引き分け以下でグループステージ敗退が決定するという厳しい状況にあった。2-2で迎えた試合終了間際にPKを得たが、キッカーのヤニック・カラスコが決め損ねたため、敗退が確定した。グループステージでの敗退は2017-18シーズン以来であった。また、直後に行われたラ・リーガのカディスCF戦では、2-0でのビハインドからジョアン・フェリックスの2ゴールで87分に追いついたが、試合終了直前のカウンターにより失点し、リーグ戦19位に沈んでいたカディスに勝ち点3を与える結果になった。11月、2022 FIFAワールドカップ開催のため、リーグ戦は12月末まで中断されることとなった。アトレティコ・マドリードからは計12人の選手が各国代表に招集され、大会優勝を果たしたアルゼンチン代表にはロドリゴ・デ・パウルとナウエル・モリーナ、アンヘル・コレアの3人が選出された。

### 後半戦
ワールドカップの中断明け後最初の公式戦となったラ・リーガ第15節のエルチェCF戦では、2-0で快勝した。1月の冬の移籍市場では、多くの人員を抱えていた前線の整理を行い、ジョアン・フェリックスを半年のレンタル移籍でチェルシーFCへ、マテウス・クーニャを同じくプレミアリーグのウルヴァーハンプトン・ワンダラーズFCへレンタルで放出した。2人の代役としてFCバルセロナから移籍金300万ユーロでメンフィス・デパイを獲得した。また、Bチームに所属し重複登録選手となっていたMFパブロ・バリオスのトップチーム昇格が決定し、背番号が34から24に変更された。後半戦最初の大舞台となったリーグのFCバルセロナ戦では、ウスマン・デンベレによる決勝点を許して0-1で敗戦。6シーズンぶりにベスト8へ進出したコパ・デル・レイのマドリードダービーでは、アルバロ・モラタの得点で先制するもステファン・サヴィッチの退場などが響いて3失点を喫し、1-3で敗れた。これにより2022-23シーズンの無冠がほぼ確定的となったものの、それ以降は好調を維持。第30節のカンプ・ノウで行われたFCバルセロナ戦で0-1と惜敗するまでのリーグ戦13試合で10勝3分という成績を残した。無敗記録が途絶えたバルセロナ戦の翌節に行われたホームのRCDマジョルカ戦では、クラブ創立120周年を記念して創立当初のユニフォームカラーである青と白に配色され、初期のエンブレムが縫われたユニフォームを纏って試合を戦い、記念試合を3-1の勝利で飾った。その後は一時レアル・マドリードを追い抜いてリーグ2位となるも、終盤戦のエルチェCF戦やRCDエスパニョール戦で勝ち点を取りこぼしたことでラ・リーガを3位でシーズンを締め括った。

## 登録メンバー
2023年1月31日現在
| Pos | No.                        | 氏名                     | 生年月日（年齢）       | 前所属                     | 在籍年                      | 備考                                       |
| GK  | 1                          | イヴォ・グルビッチ       | 1996年1月18日（29歳）  | LOSCリール                 | 2020年-                     | クロアチア代表 レンタルバック              |
| GK  | 13                         | ヤン・オブラク           | 1993年7月1日（31歳）   | SLベンフィカ               | 2014年-                     | スロベニア代表                             |
| GK  | 31                         | アントニオ・ゴミス       | 2003年5月20日（22歳）  | アトレティコ・マドリードB  | 2022年-                     | Bチーム登録 U-19スペイン代表               |
|     |                            |                          |                        |                            |                             |                                            |
| DF  | 2                          | ホセ・マリア・ヒメネス   | 1995年1月20日（30歳）  | ダヌービオFC               | 2013年-                     | ウルグアイ代表                             |
| DF  | 12                         | マット・ドハーティ       | 1992年1月16日（33歳）  | トッテナム・ホットスパーFC | 2023年-                     | 新加入 アイルランド代表                    |
| DF  | 15                         | ステファン・サヴィッチ   | 1991年1月8日（34歳）   | ACFフィオレンティーナ      | 2015年-                     | モンテネグロ代表                           |
| DF  | 16                         | ナウエル・モリーナ       | 1998年4月6日（27歳）   | ウディネーゼ               | 2022年-                     | 新加入 アルゼンチン代表                    |
| DF  | 22                         | マリオ・エルモソ         | 1995年6月18日（29歳）  | RCDエスパニョール          | 2019年-                     | 元スペイン代表                             |
| DF  | 23                         | ヘイニウド・マンダーヴァ | 1994年1月21日（31歳）  | LOSCリール                 | 2022年-                     | モザンビーク代表                           |
| DF  | 36                         | マルコ・モレノ           | 2001年2月20日（24歳）  | アトレティコ・マドリードB  | 2022年-                     | 2種登録                                    |
|     |                            |                          |                        |                            |                             |                                            |
| MF  | 4                          | ジョフレイ・コンドグビア | 1993年2月15日（32歳）  | バレンシアCF               | 2020年-                     | 中央アフリカ代表                           |
| MF  | 5                          | ロドリゴ・デ・パウル     | 1994年5月24日（31歳）  | ウディネーゼ・カルチョ     | 2021年-                     | アルゼンチン代表                           |
| MF  | 6                          | コケ                     | 1992年1月8日（33歳）   | アトレティコ・マドリードB  | 2009年-                     | カンテラ出身 スペイン代表                  |
| MF  | 11                         | トマ・レマル             | 1995年11月12日（29歳） | ASモナコ                   | 2018年-                     | 元フランス代表                             |
| MF  | 17                         | サウール・ニゲス         | 1994年11月21日（30歳） | チェルシーFC               | 2012年-                     | レンタルバック カンテラ出身 元スペイン代表 |
| MF  | 14                         | マルコス・ジョレンテ     | 1995年1月30日（30歳）  | レアル・マドリード         | 2019年-                     | スペイン代表                               |
| MF  | 20                         | アクセル・ヴィツェル     | 1989年1月21日（36歳）  | ボルシア・ドルトムント     | 2022年-                     | 新加入 ベルギー代表                        |
| MF  | 21                         | ヤニック・カラスコ       | 1993年9月4日（31歳）   | 大連人職業足球倶楽部       | 2015年-2018年 2020年-       | ベルギー代表                               |
| MF  | 24                         | パブロ・バリオス         | 2003年6月15日（21歳）  | アトレティコ・マドリードB  | 2022年-                     | カンテラ出身 U-19スペイン代表              |
|     |                            |                          |                        |                            |                             |                                            |
| FW  |                            |                          |                        |                            |                             |                                            |
| 8   | アントワーヌ・グリーズマン | 1991年3月21日（34歳）    | バルセロナ             | 2014年-2019年 2021年-      | 再加入 フランス代表         |                                            |
| 9   | メンフィス・デパイ         | 1994年2月13日（31歳）    | バルセロナ             | 2023年-                    | 新加入 オランダ代表         |                                            |
| 10  | アンヘル・コレア           | 1995年3月9日（30歳）     | CAサン・ロレンソ       | 2014年-                    | アルゼンチン代表            |                                            |
| 19  | アルバロ・モラタ           | 1992年10月23日（32歳）   | ユヴェントスFC         | 2020年-                    | レンタルバック スペイン代表 |                                            |

## 移籍

### 加入選手
| Pos. | 国籍             | 選手                   | 年齢 | 獲得元                     | オプション     | 夏/冬 | 移籍金       | ソース |
| ---- | ---------------- | ---------------------- | ---- | -------------------------- | -------------- | ----- | ------------ | ------ |
| GK   | クロアチアの旗   | イヴォ・グルビッチ     | 26   | リール                     | レンタルバック | 夏    | -            |        |
| DF   | アルゼンチンの旗 | ネウエン・ペレス       | 22   | ウディネーゼ               | レンタルバック | 夏    | -            |        |
| DF   | コロンビアの旗   | サンティアゴ・アリアス | 30   | グラナダ                   | レンタルバック | 夏    | -            |        |
| DF   | スペインの旗     | マヌ・サンチェス       | 21   | オサスナ                   | レンタルバック | 夏    | -            |        |
| MF   | スペインの旗     | サウール・ニゲス       | 27   | チェルシー                 | レンタルバック | 夏    | -            |        |
| FW   | ポルトガルの旗   | マルコス・パウロ       | 21   | ファマリカン               | レンタルバック | 夏    | -            |        |
| FW   | スペインの旗     | ビトーロ               | 32   | ヘタフェ                   | レンタルバック | 夏    | -            |        |
| FW   | スペインの旗     | アルバロ・モラタ       | 29   | ユヴェントス               | レンタルバック | 夏    | -            |        |
| MF   | ベルギーの旗     | アクセル・ヴィツェル   | 33   | ドルトムント               | フリー         | 夏    | -            | [ 14 ] |
| FW   | ブラジルの旗     | サムエウ・リーノ       | 22   | ジル・ヴィセンテ           | 完全移籍       | 夏    | -            | [ 15 ] |
| DF   | アルゼンチンの旗 | ナウエル・モリーナ     | 24   | ウディネーゼ               | 完全移籍       | 夏    | 2000万ユーロ | [ 16 ] |
| DF   | スペインの旗     | セルヒオ・レギロン     | 25   | トッテナム・ホットスパー   | レンタル移籍   | 夏    | -            | [ 17 ] |
| FW   | オランダの旗     | メンフィス・デパイ     | 28   | バルセロナ                 | 完全移籍       | 冬    | 300万ユーロ  | [ 18 ] |
| MF   | スペインの旗     | パブロ・バリオス       | 19   | アトレティコ・マドリードB  | 昇格           | 冬    | -            | [ 7 ]  |
| DF   | アイルランドの旗 | マット・ドハーティ     | 31歳 | トッテナム・ホットスパーFC | 完全移籍       | 冬    | フリー       | [ 19 ] |

### 退団選手
| Pos. | 国籍             | 選手                   | 年齢 | 移籍先                             | オプション   | 夏/冬 | 移籍金                   | ソース |
| ---- | ---------------- | ---------------------- | ---- | ---------------------------------- | ------------ | ----- | ------------------------ | ------ |
| GK   | フランスの旗     | バンジャマン・ルコント | 32   | モナコ                             | レンタル終了 | 夏    | -                        |        |
| DF   | クロアチアの旗   | シメ・ヴルサリコ       | 30   | オリンピアコス                     | 契約満了     | 夏    | -                        |        |
| MF   | メキシコの旗     | エクトル・エレーラ     | 32   | ヒューストン・ダイナモ             | 契約満了     | 夏    | -                        |        |
| FW   | ウルグアイの旗   | ルイス・スアレス       | 35   | ナシオナル                         | 契約満了     | 夏    | -                        |        |
| FW   | アルゼンチンの旗 | ジュリアーノ・シメオネ | 19   | サラゴサ                           | レンタル移籍 | 夏    | -                        | [ 20 ] |
| FW   | スペインの旗     | ビクトル・モジェホ     | 21   | サラゴサ                           | レンタル移籍 | 夏    | -                        | [ 21 ] |
| FW   | スペインの旗     | ビトーロ               | 32   | ラス・パルマス                     | レンタル移籍 | 夏    | -                        | [ 22 ] |
| FW   | スペインの旗     | ボルハ・ガルセス       | 22   | テネリフェ                         | レンタル移籍 | 夏    | -                        | [ 23 ] |
| MF   | スペインの旗     | マリオ・ソリアーノ     | 20   | デポルティーボ・ラ・コルーニャ     | レンタル移籍 | 夏    | -                        | [ 24 ] |
| DF   | スペインの旗     | マヌ・サンチェス       | 21   | オサスナ                           | レンタル移籍 | 夏    | レンタル料 200万ユーロ   | [ 25 ] |
| FW   | ブラジルの旗     | サムエウ・リーノ       | 22   | バレンシア                         | レンタル移籍 | 夏    | -                        | [ 26 ] |
| DF   | アルゼンチンの旗 | ネウエン・ペレス       | 22   | ウディネーゼ                       | 完全移籍     | 夏    | -                        | [ 27 ] |
| FW   | スペインの旗     | ロドリゴ・リケルメ     | 22   | ジローナ                           | レンタル移籍 | 夏    | -                        | [ 28 ] |
| FW   | スペインの旗     | セルヒオ・カメージョ   | 21   | ラージョ・バジェカーノ             | レンタル移籍 | 夏    | -                        | [ 29 ] |
| MF   | デンマークの旗   | ダニエル・ヴァス       | 33   | ブレンビーIF                       | 完全移籍     | 夏    | 175万ユーロ              | [ 30 ] |
| DF   | ブラジルの旗     | レナン・ロディ         | 24   | ノッティンガム・フォレスト         | レンタル移籍 | 夏    | 500万ユーロ              | [ 31 ] |
| MF   | スペインの旗     | ハビ・セラーノ         | 19   | CDミランデス                       | レンタル移籍 | 夏    | -                        | [ 32 ] |
| FW   | ポルトガルの旗   | マルコス・パウロ       | 21   | CDミランデス                       | レンタル移籍 | 夏    | -                        | [ 33 ] |
| DF   | コロンビアの旗   | サンティアゴ・アリアス | 30   | 未定                               | 契約解除     | 夏    | -                        |        |
| FW   | ブラジルの旗     | マテウス・クーニャ     | 23   | ウルヴァーハンプトン・ワンダラーズ | レンタル移籍 | 冬    | -                        | [ 34 ] |
| FW   | ポルトガルの旗   | マルコス・パウロ       | 21   | サンパウロ                         | レンタル移籍 | 冬    | -                        | [ 35 ] |
| FW   | ポルトガルの旗   | ジョアン・フェリックス | 23   | チェルシー                         | レンタル移籍 | 冬    | レンタル料 1,100万ユーロ | [ 36 ] |
| DF   | ブラジルの旗     | フェリペ               | 33   | ノッティンガム・フォレストFC       | 完全移籍     | 冬    | フリー                   | [ 37 ] |

## プレシーズン
勝
      分
      負
| ヘスス・ヒル イ・ヒル杯 2022年7月27日 | ヌマンシア | 0-4      | アトレティコ・マドリード                                       | エル・ブルゴ・デ・オスマ, スペイン                                                     |  |
| 19:00 CEST 翌02:00 (日本)             |            | レポート | 8分 レマル · 32分 コレア · 45+1分 コンドグビア · 52分 クーニャ | 競技場: エスタディオ・エル・ブルゴ・デ・オスマ 主審: エデル・マージョ・フェルナンデス2 |  |

| 親善試合 2022年7月30日  | アトレティコ・マドリード | 1-0      | マンチェスター・ユナイテッド | オスロ                                              |  |
| 13:45 CEST 20:45 (日本) | フェリックス 86分        | レポート |                              | 競技場: ウレヴォール・スタディオン 観客数: 26,129人 |  |

| ラモン・デ・ カランサ杯 2022年8月4日 | カディス      | 1-4      | アトレティコ・マドリード                                      | カディス, スペイン                                                                  |  |
| 21:00 CEST 翌04:00 (日本)            | ヒメネス 87分 | レポート | 13分 モラタ · 45分 サウール · 46分 ヴァス · 51分 グリーズマン | 競技場: エスタディオ・ラモン・デ・カランサ 主審: ホセ・ルイス・ムヌエラ・モンテーロ |  |

| 親善試合 2022年8月7日    | ユヴェントス | 0-4      | アトレティコ・マドリード                                  | トリノ                                                                  |  |
| 18:00 UTC+2 01:00 (日本) |              | レポート | 10分 モラタ · 43分 モラタ · 62分 モラタ · 90+1分 クーニャ | 競技場: ユヴェントス・トレーニング・センター 主審: パリデ・トレモレーダ |  |

## 親善試合
2023年4月8日、トルコとシリアで同年2月6日に発生したトルコ・シリア地震を受けて、アトレティコ・マドリードとベシクタシュJKは支援金を募る目的でチャリティーマッチを開催することを発表した。
| 親善試合 2023年4月12日 | ベシクタシュ                          | 2-0      | アトレティコ・マドリード | イスタンブール, トルコ                                  |  |
| 20:30 TRT              | フェルナンデス 25分 · エンクドゥ 88分 | レポート |                          | 競技場: ボーダフォン・アリーナ 主審: フセイン・ゲチェク |  |

## 大会成績

### ラ・リーガ
順位表
| 順 | チーム                   | 試 | 勝 | 分 | 敗 | 得 | 失 | 差  | 点 | 出場権または降格                                 |
| -- | ------------------------ | -- | -- | -- | -- | -- | -- | --- | -- | ------------------------------------------------ |
| 1  | バルセロナ               | 38 | 28 | 4  | 6  | 70 | 20 | +50 | 88 | UEFAチャンピオンズリーグ・グループステージに出場 |
| 2  | レアル・マドリード       | 38 | 24 | 6  | 8  | 75 | 36 | +39 | 78 | UEFAチャンピオンズリーグ・グループステージに出場 |
| 3  | アトレティコ・マドリード | 38 | 23 | 8  | 7  | 70 | 33 | +37 | 77 | UEFAチャンピオンズリーグ・グループステージに出場 |
| 4  | レアル・ソシエダ         | 38 | 21 | 8  | 9  | 51 | 35 | +16 | 71 | UEFAチャンピオンズリーグ・グループステージに出場 |
| 5  | ビジャレアル             | 38 | 19 | 7  | 12 | 59 | 40 | +19 | 64 | UEFAヨーロッパリーグ・グループステージに出場     |

最終更新は2023年6月5日の試合終了時
出典: La Liga（スペイン語）, BDFutbol（スペイン語）
順位の決定基準: 1.勝点 2.当該チーム間の勝点 3.当該チーム間の得失点差 4.総得失点差 5.総得点数 6.反則ポイント 7.順位決定戦.

試合結果
| 第1節 2022年8月15日       | ヘタフェ | 0-3      | アトレティコ・マドリード              | ヘタフェ                                                                                               |  |
| 19:30 CEST 翌02:30 (日本) |          | レポート | モラタ 15分, 59分 · グリーズマン 75分 | 競技場: コリセウム・アルフォンソ・ペレス 観客数: 12,235人 主審: ホセ・マリア・サンチェス・マルティネス |  |

| 第2節 2022年8月21日       | アトレティコ・マドリード | 0-2      | ビジャレアル              | マドリード                                                                                       |  |
| 19:30 CEST 翌02:30 (日本) |                          | レポート | ピノ 73分 · モレノ 90+7分 | 競技場: シビタス・メトロポリターノ 観客数: 57,033人 主審: リカルド・デ・ブルゴス・ベンゴエチェア |  |

| 第3節 2022年8月29日       | バレンシア | 0-1      | アトレティコ・マドリード | バレンシア                                                                                         |  |
| 22:00 CEST 翌05:00 (日本) |            | レポート | グリーズマン 66分        | 競技場: エスタディオ・デ・メスタージャ 観客数: 43,910人 主審: ギジェルモ・クアドラ・フェルナンデス |  |

| 第4節 2022年9月3日        | レアル・ソシエダ | 1-1      | アトレティコ・マドリード | サン・セバスティアン                                                         |  |
| 18:30 CEST 翌01:30 (日本) | サディク 55分    | レポート | モラタ 5分               | 競技場: エスタディオ・アノエタ 観客数: 35,366人 主審: セザール・ソトグラード |  |

| 第5節 2022年9月10日       | アトレティコ・マドリード                                            | 4-1      | セルタ      | マドリード                                                                                         |  |
| 21:00 CEST 翌04:00 (日本) | コレア 9分 · デ・パウル 50分 · カラスコ 66分 · ヌニェス 82分 (o.g.) | レポート | 71分 ベイガ | 競技場: シビタス・メトロポリターノ 観客数: 52,247人 主審: アレハンドロ・エルナンデス・エルナンデス |  |

| 第6節 2022年9月18日       | アトレティコ・マドリード | 1-2      | レアル・マドリード              | マドリード                                                                                   |  |
| 21:00 CEST 翌04:00 (日本) | エルモソ 83分            | レポート | 18分 ロドリゴ · 36分 バルベルデ | 競技場: シビタス・メトロポリターノ 観客数: 66,881人 主審: ホセ・ルイス・ムヌエラ・モンテーロ |  |

| 第7節 2022年10月1日       | セビージャ | 0-2      | アトレティコ・マドリード      | セビリア                                                                                             |  |
| 18:30 CEST 翌01:30 (日本) |            | レポート | 29分 ジョレンテ · 57分 モラタ | 競技場: ラモン・サンチェス・ピスフアン 観客数: 37,754人 主審: リカルド・デ・ブルゴス・ベンゴエチェア |  |

| 第8節 2022年10月8日     | アトレティコ・マドリード | 2-1      | ジローナ      | マドリード                                                                               |  |
| 16:15 CEST 23:15 (日本) | コレア 5分 · コレア 48分 | レポート | 66分 リケルメ | 競技場: シビタス・メトロポリターノ 観客数: 54,069人 主審: フアン・マルティネス・ムヌエラ |  |

| 第9節 2022年10月15日      | アスレティック・ビルバオ | 0-1      | アトレティコ・マドリード | ビルバオ                                                                 |  |
| 21:00 CEST 翌04:00 (日本) |                          | レポート | 47分 グリーズマン        | 競技場: サン・マメス 観客数: 48,391人 主審: ホルヘ・フィゲロア・バスケス |  |

| 第10節 2022年10月18日     | アトレティコ・マドリード | 1-1      | ラージョ・バジェカーノ   | マドリード                                                                                     |  |
| 21:00 CEST 翌04:00 (日本) | モラタ 20分              | レポート | 90+2分 (pen.) ファルカオ | 競技場: シビタス・メトロポリターノ 観客数: 46,803人 主審: ハビエル・イグレシアス・ビジャヌエバ |  |

| 第11節 2022年10月23日     | ベティス      | 1-2      | アトレティコ・マドリード              | セビリア                                                                       |  |
| 16:15 CEST 翌02:30 (日本) | フェキル 84分 | レポート | 54分 グリーズマン · 71分 グリーズマン | 競技場: ベニート・ビジャマリン 観客数: 50,179人 主審: ヘスス・ヒル・マンサーノ |  |

| 第12節 2022年10月29日   | カディス                                               | 3-2      | アトレティコ・マドリード              | カディス                                                                                       |  |
| 16:15 CEST 23:15 (日本) | ボンゴンダ 1分 · フェルナンデス 81分 · ソブリノ 90+9分 | レポート | 85分 フェリックス · フェリックス 89分 | 競技場: ヌエボ・ミランディージャ 観客数: 18,183人 主審: ホセ・マリア・サンチェス・マルティネス |  |

| 第13節 2022年11月16日     | アトレティコ・マドリード | 1-1      | エスパニョール | マドリード                                                                                   |  |
| 14:00 CEST 翌00:00 (日本) | フェリックス 78分        | レポート | 62分 ダルデル  | 競技場: シビタス・メトロポリターノ 観客数: 50,007人 主審: フアン・ルイス・プリード・サンタナ |  |

| 第14節 2022年11月9日      | マジョルカ  | 1-0      | アトレティコ・マドリード | パルマ・デ・マヨルカ                                                                     |  |
| 21:30 CEST 翌02:30 (日本) | ムリキ 16分 | レポート |                          | 競技場: ビジット・マジョルカ・スタジアム 観客数: 14,475人 主審: マリオ・メレーロ・ロペス |  |

| 第15節 2022年12月29日     | アトレティコ・マドリード        | 2-0      | エルチェ | マドリード                                                                                     |  |
| 21:30 CEST 翌02:30 (日本) | フェリックス 56分 · モラタ 74分 | レポート |          | 競技場: シビタス・メトロポリターノ 観客数: 38,119人 主審: ギジェルモ・クアドラ・フェルナンデス |  |

| 第16節 2023年1月8日       | アトレティコ・マドリード | 0-1      | バルセロナ    | マドリード                                                                                   |  |
| 21:00 CEST 翌05:00 (日本) |                          | レポート | 22分 デンベレ | 競技場: シビタス・メトロポリターノ 観客数: 63,493人 主審: ホセ・ルイス・ムヌエラ・モンテーラ |  |

| 第17節 2023年1月15日      | アルメリア    | 1-1      | アトレティコ・マドリード | アルメリア                                                                                     |  |
| 16:15 CEST 翌00:15 (日本) | トゥーレ 37分 | レポート | 18分 コレア              | 競技場: パワーホース・スタジアム 観客数: 14,128人 主審: ホセ・マリア・サンチェス・マルティネス |  |

| 第18節 2023年1月21日      | アトレティコ・マドリード                        | 3-0      | バリャドリード | マドリード                                                                                       |  |
| 18:30 CEST 翌02:30 (日本) | モラタ 18分 · グリーズマン 23分 · エルモソ 28分 | レポート |                | 競技場: シビタス・メトロポリターノ 観客数: 53,253人 主審: リカルド・デ・ブルゴス・ベンゴエチェア |  |

| 第19節 2023年1月29日      | オサスナ | 0-1      | アトレティコ・マドリード | パンプローナ                                                             |  |
| 16:15 CEST 翌00:15 (日本) |          | レポート | 74分 サウール            | 競技場: エル・サダル 観客数: 20,934人 主審: ハビエル・アルベロラ・ロハス |  |

| 第20節 2023年2月4日       | アトレティコ・マドリード | 1-1      | ヘタフェ           | マドリード                                                                           |  |
| 18:30 CEST 翌02:30 (日本) | コレア 60分              | レポート | 83分 (pen.) ウナル | 競技場: シビタス・メトロポリターノ 観客数: 56,079人 主審: アントニオ・マテウ・ラオス |  |

| 第21節 2023年2月12日      | セルタ | 0-1      | アトレティコ・マドリード          | ビーゴ                                                                   |  |
| 16:15 CEST 翌00:15 (日本) |        | レポート | 70分 サヴィッチ · 89分 メンフィス | 競技場: バライードス 観客数: 15,842人 主審: ホルヘ・フィゲロア・バスケス |  |

| 第22節 2023年2月19日      | アトレティコ・マドリード | 1-0      | アスレティック・ビルバオ | マドリード                                                                               |  |
| 18:30 CEST 翌02:30 (日本) | グリーズマン 73分        | レポート |                          | 競技場: シビタス・メトロポリターノ 観客数: 61,617人 主審: フアン・マルティネス・ムヌエラ |  |

| 第23節 2023年2月25日      | レアル・マドリード | 1-1      | アトレティコ・マドリード    | マドリード                                                                       |  |
| 18:30 CEST 翌02:30 (日本) | アルバロ 85分      | レポート | 64分 コレア · 78分 ヒメネス | 競技場: サンティアゴ・ベルナベウ 観客数: 64,721人 主審: ヘスス・ヒル・マンサーノ |  |

| 第24節 2023年3月4日       | アトレティコ・マドリード                                                                     | 6-1      | セビージャ        | マドリード                                                                                     |  |
| 21:00 CEST 翌04:00 (日本) | デパイ 23分 · デパイ 26分 · グリーズマン 53分 · カラスコ 69分 · モラタ 76分 · モラタ 90＋2分 | レポート | 39分 エン＝ネシリ | 競技場: シビタス・メトロポリターノ 観客数: 57,737人 主審: ギジェルモ・クアドラ・フェルナンデス |  |

| 第25節 2023年3月13日      | ジローナ | 0-1      | アトレティコ・マドリード | ジローナ                                                                         |  |
| 21:00 CEST 翌04:00 (日本) |          | レポート | 90＋1分 モラタ           | 競技場: エスタディ・モンティリビ 観客数: 12,499人 主審: マリオ・メレーロ・ロペス |  |

| 第26節 2023年3月18日      | アトレティコ・マドリード                              | 3-0      | バレンシア | マドリード                                                                                   |  |
| 21:00 CEST 翌04:00 (日本) | グリーズマン 23分 · カラスコ 49分 · トマ・レマル 67分 | レポート |            | 競技場: シビタス・メトロポリターノ 観客数: 58,317人 主審: ホセ・ルイス・ムヌエラ・モンテーロ |  |

| 第27節 2023年4月2日       | アトレティコ・マドリード | 1-0      | レアル・ベティス | マドリード                                                                               |  |
| 21:00 CEST 翌04:00 (日本) | コレア 86分              | レポート |                  | 競技場: シビタス・メトロポリターノ 観客数: 61,623人 主審: フアン・マルティネス・ムヌエラ |  |

| 第28節 2023年4月9日       | ラージョ・バジェカーノ | 1-2      | アトレティコ・マドリード      | マドリード                                                                                                 |  |
| 21:00 CEST 翌04:00 (日本) | F.ガルシア 85分        | レポート | 22分 モリーナ · 24分 エルモソ | 競技場: カンポ・デ・フトボル・デ・バジェカス 観客数: 13,512人 主審: リカルド・デ・ブルゴス・ベンゴエチェア |  |

| 第29節 2023年4月16日      | アトレティコ・マドリード             | 2-1      | アルメリア      | マドリード                                                                                           |  |
| 18:30 CEST 翌02:30 (日本) | グリーズマン 5分 · グリーズマン 43分 | レポート | 37分 バチストン | 競技場: シビタス・メトロポリターノ 観客数: 59,204人 主審: イシドロ・ディアス・デ・メラ・エスクデロス |  |

| 第30節 2023年4月23日    | バルセロナ              | 1-0      | アトレティコ・マドリード | バルセロナ                                                                         |  |
| 16:15 CEST 23:15 (日本) | フェラン・トーレス 44分 | レポート |                          | 競技場: カンプ・ノウ 観客数: 80,965人 主審: ホセ・マリア・サンチェス・マルティネス |  |

| 第31節 2023年4月26日      | アトレティコ・マドリード                         | 3-1      | マジョルカ        | マドリード                                                                                   |  |
| 18:30 CEST 翌02:30 (日本) | デ・パウル 45＋2分 · モラタ 47分 · カラスコ 77分 | レポート | 20分 ナスタシッチ | 競技場: シビタス・メトロポリターノ 観客数: 58,523人 主審: フアン・ルイス・プリード・サンタナ |  |

| 第32節 2023年4月30日      | バジャドリード                       | 2-5      | アトレティコ・マドリード                                                                      | バリャドリッド                                                 |  |
| 21:00 CEST 翌04:00 (日本) | ラリン 42分 (pen.) · エスクデロ 74分 | レポート | 20分 モリーナ · 24分 ヒメネス · 38分 モラタ · 86分 (o.g.) フェルナンデス · 90＋3分 メンフィス | 競技場: ホセ・ソリージャ 観客数: 23,321人 主審: マテウ・ラオス |  |

| 第33節 2023年4月26日      | アトレティコ・マドリード                                                                  | 5-1      | カディス      | マドリード                                                                       |  |
| 22:00 CEST 翌05:00 (日本) | グリーズマン 2分 · グリーズマン 27分 · モラタ 49分 · カラスコ 57分 (pen.) · モリーナ 73分 | レポート | 72分 ロサーノ | 競技場: シビタス・メトロポリターノ 観客数: 42,023人 主審: セサル・ソト・グラード |  |

| 第34節 2023年5月14日      | エルチェ      | 1-0      | アトレティコ・マドリード | エルチェ                                                          |  |
| 16:15 CEST 翌02:15 (日本) | フィデル 41分 | レポート |                          | 競技場: マルティネス・バレーロ 主審: アレハンドロ・ムニス・ルイス |  |

| 第35節 2023年5月21日      | アトレティコ・マドリード                    | 3-0      | オサスナ | マドリード                                                                               |  |
| 16:15 CEST 翌01:15 (日本) | カラスコ 44分 · サウール 62分 · コレア 82分 | レポート |          | 競技場: シビタス・メトロポリターノ 観客数: 57,012人 主審: パブロ・ゴンサレス・フエルテス |  |

| 第36節 2023年5月24日      | エスパニョール                                         | 3-3      | アトレティコ・マドリード                          | クルナリャー・ダ・リュブラガート                                       |  |
| 22:00 CEST 翌04:00 (日本) | モンテス 64分 · ホセル 76分 (pen.) · ヴィニシウス 79分 | レポート | 21分 サウール · 44分 グリーズマン · 46分 カラスコ | 競技場: RCDEスタジアム 観客数: 25,822人 主審: マリオ・メレーロ・ロペス |  |

| 第37節 2023年5月28日      | アトレティコ・マドリード          | 2-1      | レアル・ソシエダ | マドリード                                                                                   |  |
| 19:00 CEST 翌03:00 (日本) | グリーズマン 37分 · モリーナ 73分 | レポート | 88分 セルロート  | 競技場: シビタス・メトロポリターノ 観客数: 56,169人 主審: フアン・ルイス・プリード・サンタナ |  |

| 第38節 2023年6月4日       | ビジャレアル                                 | 2-2      | アトレティコ・マドリード  | ヴィラ＝レアル                                                                         |  |
| 18:30 CEST 翌02:30 (日本) | ジャクソン 15分 · ホルヘ・パスクアル 90＋2分 | レポート | 18分 コレア · 56分 コレア | 競技場: デ・ラ・セラミカ 観客数: 18,226人 主審: リカルド・デ・ブルゴス・ベンゴエチェア |  |

### コパ・デル・レイ
| 1回戦 2022年11月12日    | アルマサン | 0-2      | アトレティコ・マドリード        | ソリア                                                                      |  |
| 22:00 CEST 05:00 (日本) |            | レポート | 35分 コレア · 63分 フェリックス | 競技場: ロス・パハリートス 主審: イシドロ・ディアス・デ・メラ・エスクデロス |  |

| 2回戦 2022年12月22日    | アレンテイロ    | 1-3      | アトレティコ・マドリード                          | オ・カルバジーニョ                   |  |
| 21:00 CEST 05:00 (日本) | ロドリゲス 42分 | レポート | 45+1分 カラスコ · 76分 バリオス · 90+1分 カラスコ | 競技場: ムニシパル・デ・エスピニェド |  |

| ベスト32 2023年1月4日   | オビエド | 0-2      | アトレティコ・マドリード        | オビエド                                        |  |
| 20:00 CEST 04:00 (日本) |          | レポート | 24分 ジョレンテ · 83分 バリオス | 競技場: カルロス・タルティエレ 観客数: 27,303人 |  |

| ベスト16 2023年1月18日  | レバンテ | 0-2      | アトレティコ・マドリード        | バレンシア                                      |  |
| 21:00 CEST 05:00 (日本) |          | レポート | 54分 モラタ · 90+1分 ジョレンテ | 競技場: シウダ・デ・バレンシア 観客数: 18,000人 |  |

| ベスト8 2023年1月26日   | レアル・マドリード                                    | 3-1      | アトレティコ・マドリード | マドリード                                                                 |  |
| 21:00 CEST 05:00 (日本) | ロドリゴ 79分 · ベンゼマ 104分 · ヴィニシウス 120+1分 | レポート | 19分 モラタ              | 競技場: サンティアゴ・ベルナベウ 観客数: 人 主審: セサール・ソト・グラード |  |

### UEFAチャンピオンズリーグ
| 順 | チーム                     | 試 | 勝 | 分 | 敗 | 得 | 失 | 差 | 点 | 出場権                 |  | POR | BRU | LEV | ATM |
| -- | -------------------------- | -- | -- | -- | -- | -- | -- | -- | -- | ---------------------- |  | --- | --- | --- | --- |
| 1  | ポルト                     | 6  | 4  | 0  | 2  | 12 | 7  | +5 | 12 | ラウンド16進出         |  | —   | 0–4 | 2–0 | 2–1 |
| 2  | クラブ・ブルッヘ           | 6  | 3  | 2  | 1  | 7  | 4  | +3 | 11 | ラウンド16進出         |  | 0–4 | —   | 1–0 | 2–0 |
| 3  | バイエル・レヴァークーゼン | 6  | 1  | 2  | 3  | 4  | 8  | −4 | 5  | ヨーロッパリーグに進出 |  | 0–3 | 0–0 | —   | 2–0 |
| 4  | アトレティコ・マドリード   | 6  | 1  | 2  | 3  | 5  | 9  | −4 | 5  |                        |  | 2–1 | 0–0 | 2–2 | —   |

| 第1節 2022年9月7日        | アトレティコ・マドリード               | 2-1      | ポルト               | マドリード                                                                     |  |
| 21:00 CEST 翌04:00 (日本) | エルモソ 90+1分 · グリーズマン 90+11分 | レポート | 90+6分 (pen.) ウリベ | 競技場: シビタス・メトロポリターノ 観客数: 51,777人 主審: シモン・マルチニアク |  |

| 第2節 2022年9月13日       | バイエル・レバークーゼン        | 2-0      | アトレティコ・マドリード | レーヴァークーゼン                                                 |  |
| 21:00 CEST 翌04:00 (日本) | アンドリヒ 84分 · ディアビ 87分 | レポート |                          | 競技場: バイ・アレーナ 観客数: 25,825人 主審: マイケル・オリヴァー |  |

| 第3節 2022年10月4日       | クラブ・ブルッヘ          | 2-0      | アトレティコ・マドリード | ブルッヘ                                                                                 |  |
| 21:00 CEST 翌04:00 (日本) | ソワ 36分 · ジュグラ 62分 | レポート |                          | 競技場: ヤン・ブレイデルスタディオン 観客数: 25,667人 主審: イシュトヴァーン・コヴァーチ |  |

| 第4節 2022年10月12日      | アトレティコ・マドリード | 0-0      | クラブ・ブルッヘ | マドリード                                                                   |  |
| 18:45 CEST 翌02:45 (日本) |                          | レポート |                  | 競技場: シビタス・メトロポリターノ 観客数: 60,810人 主審: ダニー・マッケリー |  |

| 第5節 2022年10月26日      | アトレティコ・マドリード        | 2-2      | バイエル・レバークーゼン             | マドリード                                                                     |  |
| 21:00 CEST 翌04:00 (日本) | カラスコ 22分 · デ・パウル 50分 | レポート | 9分 ディアビ · 29分 ハドソン＝オドイ | 競技場: シビタス・メトロポリターノ 観客数: 63,803人 主審: クレマン・トゥルパン |  |

| 第6節 2022年11月1日       | ポルト                         | 2-1      | アトレティコ・マドリード | ポルト                                                                         |  |
| 17:45 CEST 翌04:00 (日本) | タレミ 5分 · ユースタキオ 24分 | レポート | 90+5分 (o.g.) マルカノ   | 競技場: エスタディオ・ド・ドラゴン 観客数: 47,546人 主審: ダニエレ・オルサート |  |